# 戀愛維他命
戀愛維他命（日文原名：サプリ）是一套由富士電視台製作的劇集，在2006年7月10日開始每星期一（日本時間）21:00－21:54在富士電視台播放（第1集延長至22:09）。富士電視台於2008年9月15日重播此劇。
本劇為連載於漫畫雜誌「FEEL YOUNG」（祥伝社出版）的同名漫畫之電視劇化。

## 概說
一位女廣告計劃人，遇上一位比自己年輕、經常做兼職和轉工、剛剛進入她所屬的廣告公司中打工的男生。以2人的相遇為中心，描繪男女在事業與愛情中搖動的愛情故事。

## 角色及演員

### 主要角色
- （藤井南）・28（伊東美咲）：廣告計畫者
- 石田勇也・23（龜梨和也（KAT-TUN））：制作局・兼職工作
- 萩原智・25（瑛太）：營業局勤務
- ・28（白石美帆）：廣告文編寫員
- 櫻木邦夫・42（相島一之）：市場活動部主任
- （渡邊由里）・23（淺見麗奈）：製作部・DESK
- 松井良英・34（原口あきまさ）：廣告文編寫員
- 三田圭介・35（佐藤重幸）：藝術總監
- （紺野夏樹）・10（志田未來）：今岡響太郎的親生女兒、小學5年級學生
- ・32（りょう）：營業部勤務
- 今岡響太郎・43（佐藤浩市）：創意總監

### 客串演出
- 第1集：KONISHIKI（小錦八十吉 (6代)）（相撲手，作榮譽上的特別演出）
- 第2集：秋本奈緒美（日语：秋本奈緒美）、相澤紗世（香月ミカ）
- 第5集：小市慢太郎（柳瀨シン）
- 第7集：橫山惠（平野ユミコ）
- 第8集：谷津勳（日语：谷津勲）（玩具店的東主）
- 第10集：中丸新將（日语：中丸新将）（部長）、須永慶（日语：須永慶）（面試官）

## 主題曲
主題曲
- 絢香「Real voice」

片頭曲
- KAT-TUN 「YOU」

插曲
- 絢香（Blue Days）

## 製作人員
- 原作：おかざき真里（日语：おかざき真里）
- 編劇：金子ありさ（日语：金子ありさ）
- 音樂：菅野祐悟
- 監製：關谷正征（日语：関谷正征）
- 編成：松崎容子（日语：松崎容子）
- 導演：成田岳（日语：成田岳）、川村泰祐（日语：川村泰祐）
- 製作著作：富士電視台

## 播放日期、副題及收視率
| 集數       | 播放日期   | 副題             | 收視率 |
| ---------- | ---------- | ---------------- | ------ |
| 1          | 2006/07/10 | 15秒，戀愛的瞬間 | 17.9%  |
| 2          | 2006/07/17 | 開始改變了的心情 | 13.0%  |
| 3          | 2006/07/24 | 對10年後的你     | 14.4%  |
| 4          | 2006/07/31 | 較年輕的男生     | 12.2%  |
| 5          | 2006/08/07 | 注視我的人       | 13.9%  |
| 6          | 2006/08/14 | 透明的戀慕之心   | 12.7%  |
| 7          | 2006/08/21 | 葡萄園的接吻     | 14.4%  |
| 8          | 2006/08/28 | 把他給我！       | 16.3%  |
| 9          | 2006/09/04 | 只有兩個人的晚上 | 13.8%  |
| 10         | 2006/09/11 | 現在，我能做的事 | 12.7%  |
| 大結局     | 2006/09/18 | 想傳達的話       | 15.3%  |
| 平均收視率 | 平均收視率 | 平均收視率       | 14.2%  |

雖然本劇本來令人期待能成為獲得超過山口智子與木村拓哉合演的話題作『悠長假期』的高收視率的作品，然而實際上，首集的收視率為17%，第2集以來更只有約13%如此無甚人氣的收視率。有評論說這也許是因為「設定不自然」、「演員們的演技力不足」等等。在原作的支持者間，似乎對本劇有一個相當差的評價。

## 其他資料
- 在電視劇中，演員們所持有的手機，幾乎可成一套。大部分演員都使用了NTT DoCoMo的手機，然而由於伊東美咲是Vodafone的代言人，所以使用了Vodafone的手機。

## 外部連結
- 官方網站
- 外景拍攝場地一覽表（部分連照片） （页面存档备份，存于） 衛星圖 （页面存档备份，存于）

## 作品的變遷
| 日本富士電視台 週一9時               | 日本富士電視台 週一9時                 | 日本富士電視台 週一9時 |
| ------------------------------------ | -------------------------------------- | ---------------------- |
|                                      | 戀愛維他命 （2006.7.10 - 2006.9.18）   |                        |
| 首席女主播 （2006.4.17 - 2006.6.26） | 交響情人夢 （2006.10.16 - 2006.12.25） |                        |